# Simon Omossola
Medjo Simon Loti Omossola (ur. 5 maja 1998 w Jaunde) – kameruński piłkarz grający na pozycji bramkarza. Od 2020 jest zawodnikiem klubu AS Vita Club.

## Kariera klubowa
Swoją karierę piłkarską Omossola rozpoczął w klubie Coton Sport z Garouy. W 2015 roku zadebiutował w jego barwach w kameruńskiej pierwszej lidze i grał w nim do lata 2020. Wraz z Coton Sport wywalczył dwa mistrzostwa Kamerunu w sezonach 2015 i 2018 oraz cztery wicemistrzostwa w sezonach 2016, 2017, 2019 i 2019/2020.
W 2020 roku Omossola przeszedł do AS Vita Club z Demokratycznej Republiki Konga.

## Kariera reprezentacyjna
W reprezentacji Kamerunu Omossola zadebiutował 9 czerwca 2019 w wygranym 2:1 towarzyskim meczu z Zambią, rozegranym w Majadahondzie. W 2022 roku został powołany do kadry na Puchar Narodów Afryki 2021. Wraz z Kamerunem zajął 3. miejsce na tym turnieju, jednak nie rozegrał na nim żadnego meczu.